# Musée Mohammed VI d'Art moderne et contemporain
Het Musée Mohammed VI d'Art moderne et contemporain (Arabisch:متحف محمد السادس للفن الحديث والمعاصر) of MMVI is een museum voor moderne kunst in het Marokkaanse Rabat. Het museum werd geopend in 2014 en is één van de 14 musea van de Marokkaanse Nationale Museumstichting. In het museum hangen werken van 200 Marokkaanse kunstenaars, waaronder Hassan Hajjaj en Ahmed Yacoubi.